# Madison River
Madison River er en flod, der løber gennem staterne Wyoming og Montana i USA. Den udspringer ved Madison Junction i Wyoming og løber ca. 285 km mord nord til byen Three Forks i Montana. Her forenes den med Gallatin River og Jefferson River og danner USA's længste flod, Missourifloden.

## Navn
Floden fik sit navn i 1805 af Meriwether Lewis som så floden ved Three Forks. Den centrale gren af floden gav Lewis navnet Madison River efter USA's daværende udenrigsminister, James Madison, der senere afløste Thomas Jefferson som præsident. Den vestlige gren blev opkaldt efter præsidenten og kom til at hedde Jefferson River, mens den østlige gren blev opkaldt efter finansminister Albert Gallatin.

## Geografi
Madison River starter i den nordvestlige del af Wyoming inden for grænserne af Yellowstone National Park, hvor floderne Firehole River og Gibbon River løber sammen og danner Madison River. Floden strømmer mod vest og passerer grænsen til Montana, hvorefter den skifter retning og løber mod nord gennem bjergene i den sydvestlige del af Montana.
Undervejs er flodens øvre løb opdæmmet af Hebgen Dam og danner Hebgen Lake. I 1959 blev området ramt af et kraftigt jordskælv, Hebgen Lake Skælvet, som dannede søen Quake Lake lige neden for dæmningen. På den midsterste del er floden opdæmmet af Madison Dam, og danner her Ennis Lake i Madison County, Montana. Neden for Ennis Lake løber floden gennem Bear Trap Canyon, der er et populært sted at dyrke white water rafting.
Floden er et meget populært sted at dyrke fluefiskeri, ikke mindst på strækningen gennem Montana mellem Quake Lake og Ennis Lake.
45°55′39″N 111°30′29″V / 45.9275°N 111.5081°V